# Edmund Męczennik
Edmund Męczennik (staroang. Ēadmund se Martyr; ur. około 840 w Anglii, zm. 20 listopada 869 lub 870 w Thetford) – król Anglii Wschodniej (ang. East Anglia) od 855, męczennik, święty Kościoła katolickiego, anglikańskiego i prawosławnego.

## Życie
Niewiele wiadomo o jego życiu. W 869 roku Duńczycy, którzy zimowali w Yorku przeszli przez Mercję, wkroczyli do Anglii Wschodniej i zaczęli osiedlać się w Thetford. Edmund wystąpił zbrojnie przeciw nim, ale Duńczycy dowodzeni przez braci Ubbego i Ivara odnieśli zwycięstwo i nadal władali okolicą. Sam król zginął, nie wiadomo, czy na polu bitwy, czy później śmiercią męczeńską. Ale szeroko rozpowszechniona wersja tej historii, która każe mu paść od duńskich strzał, gdy odmówił wyparcia się wiary, czy też uznania się wasalem pogańskich panów musiała powstać wcześnie. Wydają się o tym świadczyć znaleziska monet datowane na ok. 890 – 910. Został on w końcu pochowany w Beadoricesworth (obecnie Bury St Edmunds w hrabstwie Suffolk). Miejsce to otoczone czcią stało się sławne.

## Kontrowersje
Zmyślone późniejsze wersje jego biogramu czynią go Sasem z kontynentu, urodzonym w Norymberdze i adoptowanym przez Offę, króla Wschodniej Anglii, w czasie jego podróży do Rzymu. Również imiona jego rodziców, Alkmund i Scivare, są nieprawdziwe.

## Dzień obchodów
Jego wspomnienie liturgiczne w Kościele katolickim i anglikańskim obchodzone jest 20 listopada. Przeniesienie relikwii wspominane jest 29 kwietnia.
Wyznawcy prawosławia wspominają świętego króla 20 listopada/3 grudnia, tj. 3 grudnia według kalendarza gregoriańskiego.